# Koffsta
Koffsta är en by i Hedesunda socken, Gävle kommun. Byn är belägen strax öster om centrumbyn Brunn, Hedesunda. Koffsta kan betyda köpstad eller köpställe eller komma från ett fornnordiskt mansnamn Kofsi. Koffsta kan mycket väl ha varit en handelsplats vid en vik och åmynning vid Dalälven mellan kyrkan i Hedesunda socken och Ölboån. Det måste i så fall ha varit före 1500-talet. Koffsta har stora gravfält från i första hand järnåldern.